# Vigias da costa

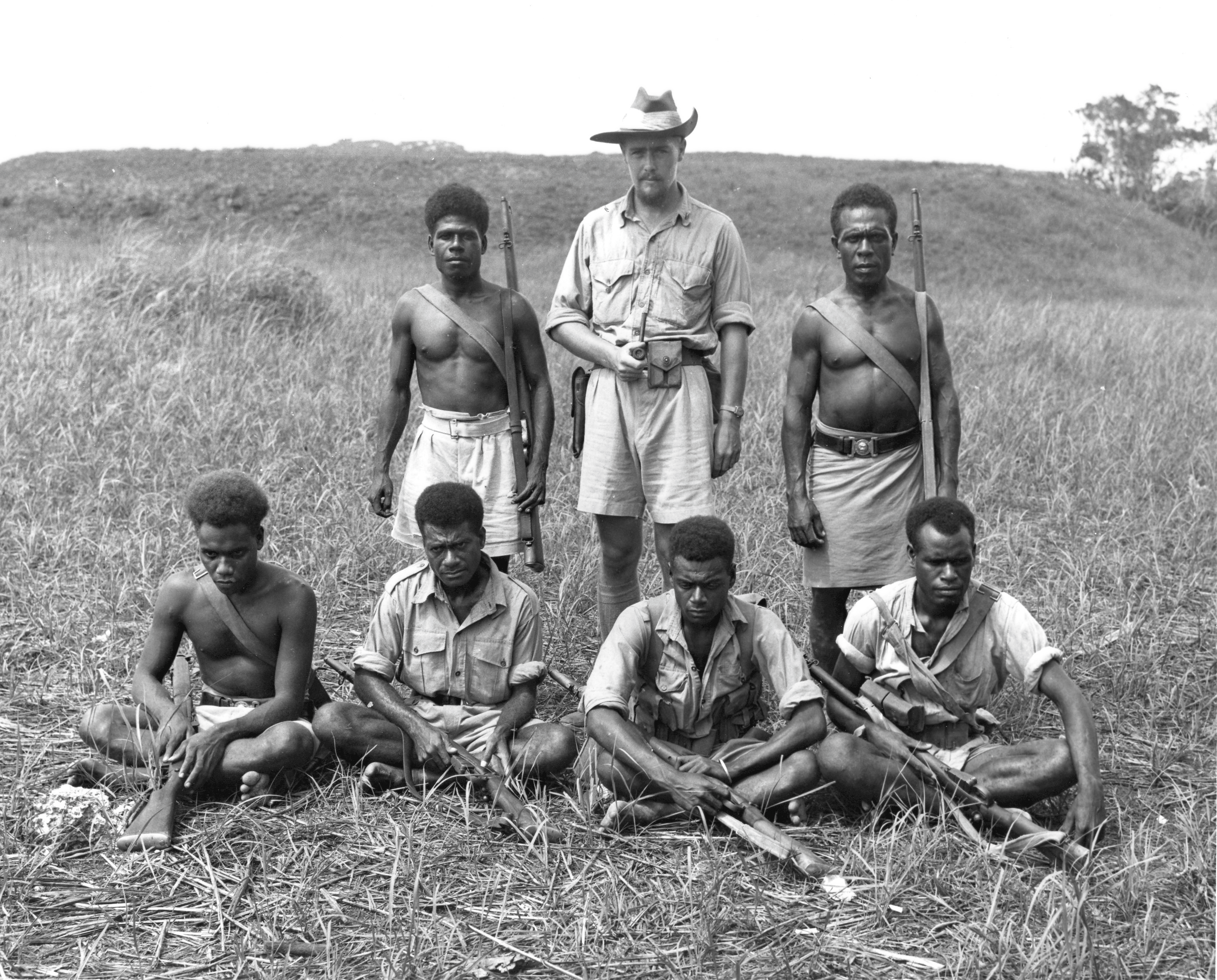
Capitão Martin Clemens em Guadalcanal, com batedores originários da polícia das Ilhas Salomão

Vigias da costa (em inglês:  Coastwatchers), eram militares aliados que faziam parte da Coast Watch Organisation, Combined Field Intelligence Service ou Section "C" Allied Intelligence Bureau, que atuaram no serviço de inteligência durante a Segunda Guerra Mundial, nas ilhas do Oceano Pacífico.

## Atividades
A sua principal função era observar e informar sobre a movimentação inimiga. Atuavam também no salvamento de pessoal aliado abatido ou refugiado.
Eles desempenharam um papel significativo na região sudoeste do Oceano Pacífico, em especial como uma rede de alerta durante a Campanha de Guadalcanal.

## Bibliografia

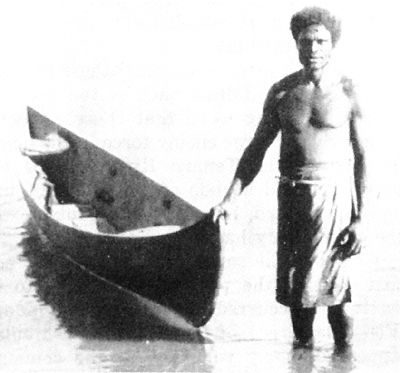
Jacob C. Vouza, vigia da costa, durante a campanha de Gaudalcanal.
agosto de 1942